# Saint-Paul-de-Vézelin
Saint-Paul-de-Vézelin este o comună în departamentul Loire din sud-estul Franței. În 2009 avea o populație de 303 de locuitori.

## Evoluția populației
| An        | 1975 | 1982 | 1990 | 1999 | 2006 | 2009 |
| --------- | ---- | ---- | ---- | ---- | ---- | ---- |
| Populație | 314  | 293  | 308  | 299  | 294  | 303  |